# Siegmund Günther

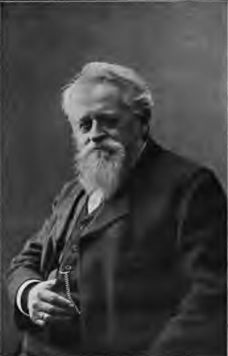
Siegmund Günther

Adam Wilhelm Siegmund Günther, född 6 februari 1848 i Nürnberg, död 4 februari 1923 i München, var en tysk matematiker, naturforskare och politiker.
Günther blev 1872 docent i matematik vid universitetet i Erlangen, 1876 professor vid gymnasiet i Ansbach och var 1886-1920 professor i geografi vid tekniska högskolan i München. Han var även ledamot av Vetenskapsakademien Leopoldina.
Han utövade ett omfattande författarskap, främst inom matematikens, fysikens, astronomins, geografins och meteorologins områden. Till en början ägnade han sig särskilt åt matematikens historia och utgav på detta område flera värdefulla undersökningar. Sedermera sysselsatte han sig främst med frågor rörande den fysiska geografin. Han utgav även ett stort antal läro- och handböcker. Från 1896 utgav han "Münchener geographische Studien". Åren 1878-84 var han ledamot av tyska riksdagen samt 1894-99 och 1907-18 av bayerska lantdagen.